# 无叶假木贼
无叶假木贼（学名：Anabasis aphylla）是苋科假木贼属的植物。分布于西伯利亚、欧洲、干旱山坡、中亚以及中国大陆的新疆、甘肃等地，生长于海拔200米至2,400米的地区，一般生长在戈壁、山前砾石洪积扇以及沙丘间，目前尚未由人工引种栽培。